# Roman Hryhorczuk
Roman Josypowycz Hryhorczuk, ukr. Роман Йосипович Григорчук, (ur. 22 marca 1965 w Korniczu, w obwodzie iwanofrankowskim) – ukraiński piłkarz, grający na pozycji napastnika lub pomocnika, trener piłkarski.

## Kariera piłkarska

### Kariera klubowa
Wychowanek Szkoły Piłkarskiej w Kołomyi. W 1983 rozpoczął karierę piłkarską w amatorskim zespole Silmasz Kołomyja. W 1987 został piłkarzem Pokuttia Kołomyja. W 1988 został zaproszony do profesjonalnego klubu Prykarpattia Iwano-Frankowsk. Strzelił tylko 2 gole i potem występował w drużynach amatorskich FK Brzeżany i Temp Szepietówka. W 1991 wrócił do Prykarpattia Iwano-Frankowsk, w barwach którego strzelił 26 bramek w 46 meczach Wtoroj Niższej (III poziom) ligi Mistrzostw ZSRR. Dzięki dobrym wynikom w lidze radzieckiej pierwszy sezon w Mistrzostwach niepodległej Ukrainy klub rozpoczął w Wyszczej lidze. 7 marca 1992 roku zadebiutował w Wyszczej Lidze w meczu z Wołyniem Łuck (0:0). Na początku 1994 wyjechał do Austrii, gdzie bronił barw klubu SKN St. Pölten. Latem 1994 wrócił ponownie do Prykarpattia Iwano-Frankowsk. Wiosną 1995 występował w płockiej Petrochemii. Następnie powrócił na Ukrainę i sezon 1995/1996 rozpoczął w klubie Krywbas Krzywy Róg. Latem 1996 przeszedł do rosyjskiego Saturna Ramienskoje. W 1998 podpisał kontrakt z łotewskim klubem Dinaburg Dyneburg, w którym łączył funkcje piłkarza i trenera. W tym klubie i zakończył karierę piłkarską.

## Kariera trenerska
Jeszcze będąc piłkarzem Dinaburgu Dyneburg już pomagał trenować klub. W końcu 1999 został zatrudniony na stanowisku głównego trenera tej drużyny. W połowie 2005 roku zgodził się na propozycję pracować klubem FK Ventspils. Zdobył wiele sukcesów z zespołem i na początku 2008 przedłużył kontrakt do 2012 roku. Jednak latem 2009 postanowił wrócić na Ukrainę, a w październiku 2009 objął stanowisko głównego trenera Metałurha Zaporoże. Ale już 8 listopada 2009 opuścił klub nie potrafiąc dogadać się z kierownictwem Metałurha. Po miesiącu klub uzgodnił warunki nowego kontraktu i Hryhorczuk powrócił do obowiązków trenerskich. W maju 2010 po wygaśnięciu kontraktu klub i trener nie dogadali się o warunkach nowego kontraktu i ich drogi rozeszli się. 16 listopada 2010 podpisał kontrakt z Czornomorcem Odessa. 16 grudnia 2014 za obopólną zgodą kontrakt został anulowany, a już 18 grudnia podpisał nowy kontrakt z azerskim FK Qəbələ. 28 maja 2018 opuścił azerski klub. 1 czerwca 2018 został mianowany na stanowisko głównego trenera FK Astana. 13 stycznia 2020 za obopólną zgodą kontrakt został rozwiązany. 5 września 2020 stał na czele białoruskiego Szachciora Soligorsk.

## Sukcesy i odznaczenia

### Sukcesy klubowe
- wicemistrz Wtoroj Niższej Ligi ZSRR: 1991
- mistrz Pierwszej Lihi Ukrainy: 1994

### Sukcesy trenerskie
FK Ventspils
- mistrz Łotwy: 2006, 2007, 2008
- zdobywca Pucharu Łotwy: 2005, 2007

FK Astana
- mistrz Kazachstanu: 2018, 2019
- zdobywca Superpucharu Kazachstanu: 2019[13].

### Sukcesy indywidualne
- król strzelców Pierwszej Lihi Ukrainy: 1993